# 坪井美月
坪井 美月（つぼい みづき、1999年6月30日 - ）は、日本の女子ラグビーユニオン選手。

## プロフィール
- 東京都出身[1]。
- ポジションはフッカー(HO)。
- 身長 156cm、体重 59kg
- 7人制女子日本代表に選ばれたことがある[2]。

## 略歴
2018年、日体荏原高校卒業後、東亜大学に入学。同年、ながとブルーエンジェルスに加入。
2022年、東亜大学卒業。